# جاستن بروكر
جاستن بروكر (بالإنجليزية: Justin Brooker)‏ هو لاعب دوري الرغبي أسترالي، ولد في 7 أغسطس 1977 في أستراليا.